# Grace Ogot
Grace Ogot (Asembo, 15 maggio 1930 – Nairobi, 18 marzo 2015) è stata una scrittrice e politica keniota.

## Biografia
Nata nel 1930 nel villaggio di Asembo, nella regione del Lago Vittoria, Ogot ha vissuto in un contesto rurale che ha plasmato la sua identità. Cresciuta in una famiglia Luo, ha assorbito fin da giovane le tradizioni e le storie della sua comunità. La sua formazione è iniziata nella scuola primaria locale, ma ha rapidamente mostrato un talento per l'apprendimento, che l'ha portata a studiare alla Makerere University, una delle più prestigiose università dell'Africa orientale. 
Dopo la laurea, Ogot si è sposata con Ezekiel Ogot, un noto medico e politico. La loro unione ha rappresentato un forte supporto reciproco, con entrambi impegnati in cause sociali. Grace ha avuto sei figli, e la sua esperienza di madre ha influenzato la sua scrittura, arricchendola con una prospettiva unica sulle relazioni familiari e sul ruolo delle donne.
Ogot non si è limitata alla scrittura; è stata anche attivamente coinvolta nella vita politica del Kenya. Nel 1969, è stata eletta nel Parlamento kenyano, diventando una delle prime donne a ricoprire un incarico pubblico. Durante il suo mandato, ha lottato per i diritti delle donne e per l'accesso all'istruzione, contribuendo a leggi e politiche che promuovevano la parità di genere.
Dopo una carriera prolifica, Ogot ha continuato a scrivere e a partecipare a eventi culturali e letterari. Negli ultimi anni, ha affrontato problemi di salute, ma ha mantenuto viva la sua passione per l'educazione e il mentoring. Ha lavorato con giovani scrittori e attivisti, incoraggiando il dialogo su temi di giustizia sociale e identità culturale.
È morta il 18 agosto 2015 a Nairobi all’età di 85 anni.

### Vita pubblica

#### Attività politica
Ogot è stata eletta nel Parlamento del Kenya nel 1969, un evento significativo poiché ha rappresentato una delle prime donne a occupare un ruolo di questo tipo nel paese. Durante il suo mandato, ha lavorato instancabilmente per promuovere leggi e politiche a favore delle donne e dei bambini, sostenendo l’educazione e l’uguaglianza di genere. Grace Ogot ha avuto un ruolo attivo nel sostenere l'istruzione per le ragazze, ritenendo fondamentale che le donne avessero accesso all’educazione per migliorare la loro condizione sociale ed economica. Ha anche partecipato a iniziative per combattere le pratiche dannose, come le mutilazioni genitali femminili, e ha lavorato per l'inclusione delle donne nelle decisioni politiche e comunitarie.

#### Scrittura e attivismo
Oltre alla sua carriera politica, Ogot è stata una scrittrice prolifica. Le sue opere non solo riflettono la cultura Luo, ma anche le sfide sociali del suo tempo. Utilizzando la narrativa come strumento di attivismo, ha affrontato questioni come il patriarcato, la povertà e l'emancipazione femminile. I suoi racconti e romanzi hanno sensibilizzato il pubblico su queste tematiche, incoraggiando un dibattito più ampio sulle condizioni delle donne in Kenya. Ogot ha anche lavorato come editrice e ha collaborato con diverse riviste e pubblicazioni. Ha contribuito a far emergere nuove voci nella letteratura africana, sostenendo scrittori emergenti e promuovendo la narrativa africana a livello internazionale. La sua influenza si è estesa anche a progetti culturali e letterari, con l'obiettivo di preservare e valorizzare la cultura africana.

## Stile letterario
Lo stile letterario di Grace Ogot si caratterizza per diversi elementi distintivi:
1. Tradizione orale: integra storie e miti Luo, creando un legame profondo con la sua cultura.
2. Prosa evocativa: utilizza immagini vivide e dettagli sensoriali per coinvolgere il lettore.
3. Giustizia sociale: affronta temi come l'uguaglianza di genere e le ingiustizie sociali, attraverso personaggi femminili forti.
4. Narrativa multidimensionale: adotta diverse prospettive, riflettendo la complessità delle vite dei suoi personaggi.
5. Dialoghi autentici: utilizza il Dholuo e l'inglese in modo fluido, rendendo le interazioni realistiche.
6. Critica sociale: esplora temi come il patriarcato e la corruzione, rendendo le sue opere rilevanti anche a livello globale.
7. Introspezione: i personaggi affrontano viaggi di scoperta personale, permettendo una connessione emotiva profonda.

## Opere principali

### Romanzi
- “The Promised Land”, 1966
- “Land Without Thunder”, 1968
- “The Strange Bride”, 1993

### Raccolte di racconti
- “The African Woman”, 1978
- “The Collected Short Stories of Grace Ogot”, 2000